# آبرام (تگزاس)
آبرام (به انگلیسی: Abram) یک منطقهٔ مسکونی در ایالات متحده آمریکا است که در شهرستان ایدالگو، تگزاس واقع شده‌است. آبرام ۲٬۰۶۷ نفر جمعیت دارد و ۳۵٫۹۷ متر بالاتر از سطح دریا واقع شده‌است.